# Mulas Grandes
Mulas Grandes é uma junta de governo da província de Entre Ríos, na Argentina.